# Wyndham Lewis
Percy Wyndham Lewis (18. listopadu 1882 Amherst, Kanada – 7. března 1957 Londýn) byl anglický spisovatel, malíř a kritik. Jméno Percy nepoužíval, nelíbilo se mu. Byl spoluzakladatelem vorticistického hnutí v umění a editoval literární magazín vorticistů BLAST. Jeho romány Tarr a The Human Age popisují čas před první světovou válkou. Trilogie The Childermass (1928), Monstre Gai a Malign Fiesta (obě 1955) pak dobu po skončení této války. Pokračování třetího dílu trilogie The Human Age nazvaný The Trial of Man (Zkouška člověka) začal Lewis psát, bohužel zemřel dříve než dílo dokončil. Napsal také dva autobiografické svazky, Blasting and Bombardiering (1937) a Rude Assignment: A Narrative of my Career Up-to-Date (1950).

## Životopis
Lewis se údajně narodil na otcově jachtě v kanadské provincii Nové Skotsko. Jeho britská matka a americký otec se rozešli v roce 1893. Jeho matka se následně vrátila do Anglie, kde byl Lewis vzděláván, nejprve v Rugby School a pak na Slade School of Fine Arts na University College v Londýně. Poté strávil většinu z roku 1900 cestováním po Evropě a studiem umění v Paříži.

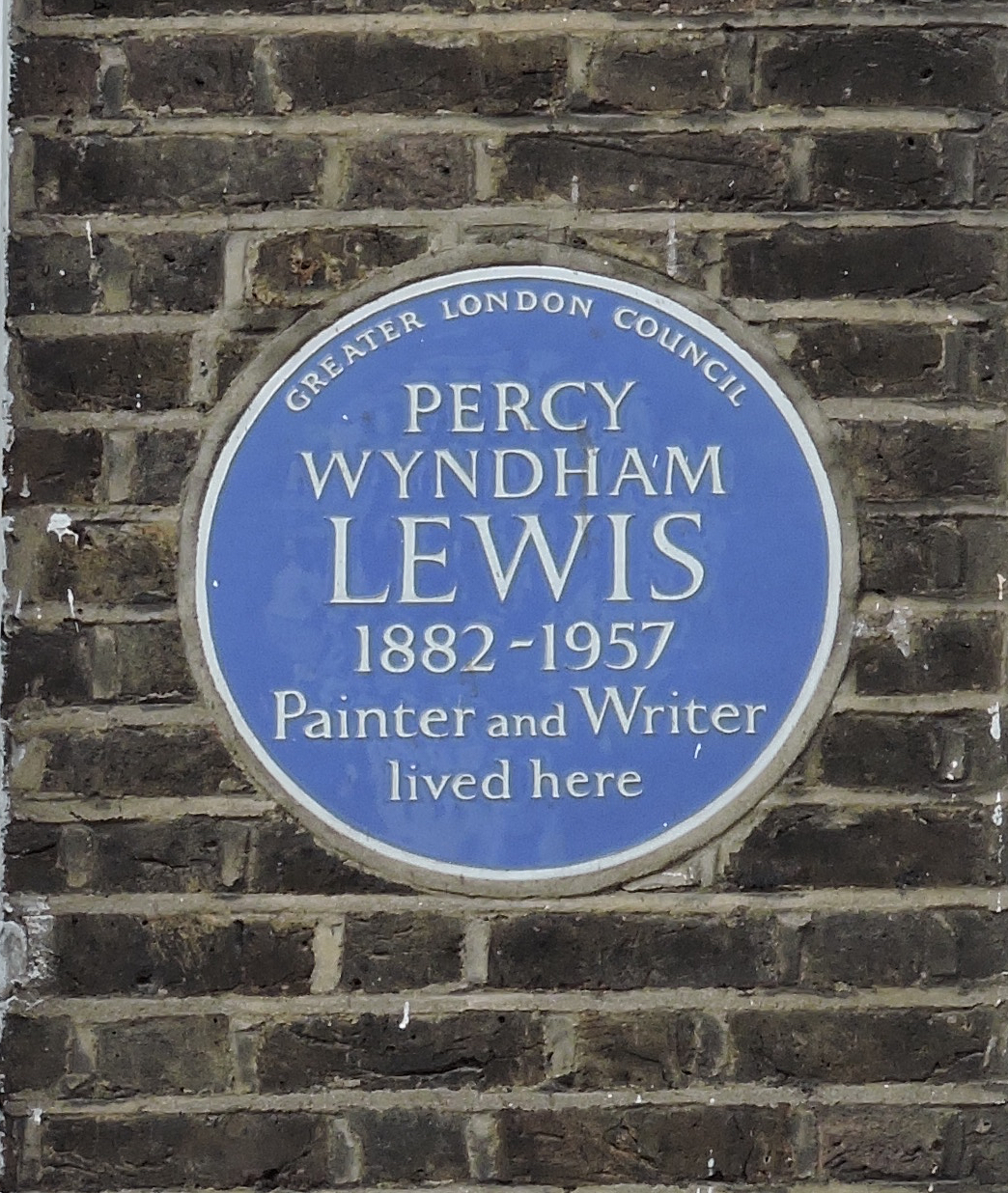
Modrá pamětní deska umístěná na domě v Kensingtonu v Londýně, kde Lewis žil, v č. 61 Palace Gardens Terrace

### Omega Workshop a vorticismus
Od roku 1908 žil Lewis v Londýně, kde v roce 1909 publikoval své první dílo (záznamy o jeho cestách po Bretani) v časopise Forda Madoxe Forda The English Review. V roce 1911 se stal členem impresionistického sdružení Camden Town Group. V roce 1912 vystavil své Cubo-futuristické ilustrace k Timon of Athens, později vydané jako portfolio. Jeho návrh ilustrací k vydání Shakespearovy hry nebylo nikdy realizováno. Na druhé výstavě post-impressionistů měl tři důležité olejomalby, což jej přivedlo do kontaktu s členy skupiny Bloomsbury Group, zejména s Rogerem Fryem a Clivem Bellem, se kterými se ovšem brzy rozešel. V roce 1912 dostal zakázku na výzdobu interiéru londýnského avantgardního nočního klubu The Cave of the Golden Calf. V letech 1913–1915 vyvinul styl, jenž ho proslavil, styl geometrické abstrakce, který jeho přítel Ezra Pound pojmenoval Vorticismus. Lewis byl toho názoru, že silná struktura kubistického malířství je přitažlivá, ale uváděl, že se nezdá živý ve srovnání s futuristickým uměním, které naopak postrádalo strukturu. Vorticismus spojil obě hnutí v nápadně dramatické kritice moderny. Ve svých raných vizuálních dílech, zejména verzích vesnického života v Bretani, které ukazují tanečníky (cca 1910–1912), mohl být Lewis ovlivněn filozofií Henriho Bergsona, jehož přednášky se zúčastnil v Paříži. Přestože později Bergsona kritizoval, v dopise Theodore Weissovi (19. dubna 1949), připustil, že začal tím, že přijal jeho evoluční systém. Nietzsche měl na něho stejně důležitý vliv. Po krátké členství ve skupině Omega Workshops se Lewis rozešel se zakladatelem Rogerem Fryem. Rozepře se týkala provize, za výzdobu stěn pro výstavu pořádanou listem Daily Mail nazvanou Ideal Home, Lewis věřil, že peníze Frye zpronevěřil. Odešel s několika dalšími umělci z Omegy a založil vlastní uměleckou dílnu nazvanou Rebel Art Center. Centrum působilo pouze čtyři měsíce, ale zrodilo skupinu Vorticist a publikaci BLAST. V BLASTu napsal Lewis manifest vorticismu a několik esejů, které vysvětlují jeho vorticistickou estetiku (odlišuje ji od jiných avantgardních praxí), a modernistické drama Enemy of the Stars (Nepřítel z hvězd). Časopis také obsahoval reprodukce nyní ztracených vorticistických děl Lewise a dalších umělců.

### První světová válka
Po jediné britské výstavě vorticistů v roce 1915 se hnutí rozpadlo, hlavně v důsledku první světové války. Lewisův patron John Quinn (14. dubna 1870, Ohio – 28. července 1924, Ohio), znalec umění a právník, uspořádal v roce 1917 v Penguin Clubu v New Yorku výstavu. Lewis v té době sloužil na západní frontě jako poručík v královského dělostřelectva. Poté, co v roce 1917 namaloval obraz Third Battle of Ypres, byl jmenován oficiálním válečným umělcem jak pro kanadskou, tak pro britskou vládu. Pro kanadskou vládu namaloval A Canadian Gun-Pit (1918, National Gallery of Canada, Ottawa), maloval na základě skic z bitvy o Vimy Ridge, pro britskou vládu namaloval jedno ze svých nejznámějších děl, A Battery Shelled (1919, Imperial War Museum). Obraz čerpá z jeho vlastní zkušenosti z bitvy. Lewis vystavoval své válečné kresby a některé další obrazy války na výstavě Guns v roce 1918. Jeho první román Tarr byl publikován v roce 1918, dílo The Egoist v letech 1916–1917. To je obecně považováno za jeden z klíčových modernistických textů. Lewis později zdokumentoval své zkušenosti a názory tohoto období svého života v autobiografickém románu Blasting and Bombardiering (1937), jenž pokrývá jeho život až do roku 1926.

## Dvacátá léta
Po válce Lewis pokračoval ve své kariéře malíře. V Leicester Galleries v roce 1921 uspořádal velkou výstavu Tyros a Portraits. Tyros byly satirické karikaturistické postavy, kterými se Lewis zamýšlel vyjádřit ke kultuře nové epochy po 1. světové válce. A Reading of Ovid (Čtení z Ovidia) a obraz Mr. Wyndham Lewis as a Tyro jsou jedinými dochovanými olejomalbami z této série. V rámci téhož projektu založil Lewis svůj druhý časopis The Tyro, jež měl pouze dvě vydání. Druhé z roku 1922 obsahovalo důležité prohlášení o Lewisově vizuálním estetickém pojetí: Esej o cíli uměleckého umění v naší době. Do konce dvacátých let 20. století Lewis mnoho nemaloval, soustředil se na psaní. Spustil další magazín The Enemy (tři vydání, 1927–1929), který do značné míry psal sám a vyhlásil svůj bojový kritický postoj obsažený v názvu časopisu. Časopis a teoretické a kritické práce, které publikoval v letech 1926 až 1929, označují jeho úmyslné oddělení od avantgardy a jeho předchozích spolupracovníků. Jejich práce, jak věřil, nedokázala dostatečně kriticky reagovat na ideologie revolučních změn na Západě. V důsledku toho se jejich práce staly podporou pro tyto zhoubné ideologie. Jeho hlavní teoretické a kulturní prohlášení z tohoto období je The Art of Being Ruled (1926). Time and Western Man (1927), potřeba kulturní a filozofické diskuse zahrnující takové filosofy a kritiky jako Jamese Joyce, Gertrude Stein a Ezra Pound, kteří jsou stále čteni. V oblasti filosofie napadl Lewis filosofii Bergsona, Samuela Alexandera, Alfreda Northa Whiteheada a další.

## Třicátá léta

### Politika a beletrie
V The Apes of God (Opice boží) z roku 1930 zveřejnil kousavý satirický útok na londýnskou literární scénu. V roce 1931 po návštěvě Berlína vydal Lewis knihu Hitler (1931), ve které prezentoval Adolfa Hitlera jako muže míru, jehož sympatizanti byli ohroženi komunistickým násilím z ulice. To negativně ovlivnilo jeho popularitu mezi liberály a antifašisty, zvláště poté, co se Hitler dostal k moci v roce 1933. Po návštěvě v Německu v roce 1937 názory změnil a odvolával svá předchozí politická prohlášení. Později napsal knihu The Hitler Cult (1939), knihu, která naprosto odvolala jeho dřívější sympatie k Hitlerovi, ale přesto zůstal Lewis ve třicátých letech 20. století izolovanou postavou. V Letter to Lord Byron ho Wystan Hugh Auden nazval tou osamělou starou sopkou pravice. Lewis ve třicátých letech 20. století Británii nazýval levicovou ortodoxii. Domníval se, že není v zájmu Británie spojovat se se Sovětským svazem. Lewisovy romány byly kritizovány za jejich satirické a nepřátelské portréty Židů, homosexuálů a dalších menšin. V roce 1918 román byl román Tarr revidován a znovu publikován v roce 1928. Dílo bylo interpretováno jako alegorická reprezentace předpokládaného sionistického spiknutí proti Západu. The Apes God (1930) byl interpretován podobně. Klíčovým rysem těchto interpretací je to, že Lewis své spiklenecké teorie skrýval. Od zveřejnění Anthonyho Julia T. S. Eliota, kde je Lewisův antisemitismus označen jako v zásadě triviální není tento názor brán vážně. Poměrně pozdě, až po návštěvě Berlína v roce 1937 rozpoznal Lewis realitu nacistického zacházení s Židy. Poté napsal svůj útok na antisemitismus: The Jews, Are They Human? (Židé, jsou to lidé?) (publikováno počátkem roku 1939.) Během let 1934–1935 napsal Lewis The Revenge for Love (Pomsta za lásku). Knihu napsal před španělskou občanskou válkou, a je mnohými považováno za jeho nejlepší román. Kniha je silně kritická vůči komunistické aktivitě ve Španělsku a prezentuje anglické intelektuální spoluobčany jako oklamané. Lewisovy zájmy a aktivity ve třicátých letech nebyly v žádném případě výhradně politické. Navzdory závažným onemocněním vyžadujícím několik operací byl jako kritik a malíř velmi produktivní a v roce 1933 vydal knihu básní, One-Way Song. Publikoval také revidovanou verzi Enemy of the Stars, nejprve publikovanou v časopise Blast v 1914 jako příklad pro jeho literární kolegy jak by měla být psaná vorticistická literatura. Je to proto absurdní, expresionistické drama, které někteří kritici označili jako předchůdce her Samuela Becketta. K tomuto období patří také důležitá kniha kritických esejí: Men without Art (Muži bez umění) z roku 1934. V jeho eseji Good Bad Books (Dobrá špatná kniha) George Orwell představil Lewise jako spisovatele, který je intelektuální aniž by byl umělecký.

### Návrat k malování
Poté, co se stal známějším jako spisovatel než jako malíř vrátil se ve dvacátých a počátku třicátých let k soustředěnější práci na výtvarném umění vytvořil několik významných obrazů. Obrazy z třicátých a čtyřicátých let tvoří některé z jeho nejznámějších prací. The Surrender of Barcelona (Kapitulace Barcelony), 1936–1937 je významné prohlášení o španělské občanské válce. Byla vystavena na výstavě v Leicester Galleries v roce 1937. Lewis doufal, že obraz obnoví jeho reputaci malíře. Po uveřejnění dopisu o podpoře výstavy The Times mnoho významných osobností žádalo aby se něco z výstavy zakoupilo pro národní sbírku (dopis podepsali mimo jiné Stephen Spender, WH Auden, Geoffrey Grigson, Rebecca West, Naomi Mitchison, Henry Moore a Eric Gill) Galerie Tate koupila obraz Red Scene. Stejně jako ostatní díla z výstavy ukazuje vliv surrealismu a metafyzického malířství Giorgio de Chirico. Lewis byl velmi kritický vůči ideologii surrealismu, ale obdivoval vizuální vlastnosti surrealistického umění. Lewis také maloval mnoho portrétů, pro které je dobře znám, včetně obrazu Edith Sitwell (1923–1936), T. Eliot (1938 a znovu v roce 1949) a Ezra Pound (1939). Odmítnutí portrétu T. Eliota v roce 1938 výběrovou komisí Royal Academy (Královské akademie) pro jejich každoroční výstavu způsobilo pozdvižení. Na protest rezignoval Augustus John a Walter Sickert tvrdil, že: Wyndham Lewis [je] největším portrétistou všech dob. Uveřejnění tohoto prohlášení bylo ponecháno na Lewisovi.

## Svatba
V roce 1930 se Wyndham Lewis oženil s Gladys Anne Hoskinsovou (1900–1979), známou jako Froanna. Pár nikdy neměl děti; Lewisova minulá zkušenost, spojená s nedostatečným příjmem a oddaností k jeho práci, byla pravděpodobně jedním z důvodů pro bezdětnost páru. Lewis nejevil velkou náklonnost ke svým dvěma dětem, které měl s Iris Barry, se kterou žil od roku 1918 do roku 1921. V třicátých letech minulého století držel Lewis svou ženu v pozadí a mnozí jeho přátelé vůbec nevěděli o její existenci. Zdá se, že Lewis byl mimořádně žárlivý a skrýval svou ženu kvůli její mladosti a kráse (byla o osmnáct let mladší). Žili spolu 10 let před svatbou. Froanna byla trpělivá a starala se o svého manžela během jeho finančních potíží a častých onemocnění. Byla modelem pro některé z jeho nejkrásnějších a intimnějších portrétů, stejně tak pro řadu postav v jeho obrazech. Na rozdíl od svých dřívějších, poněkud neosobních portrétů, které se čistě zabývají vnějším vzhledem portrétovaného, portréty Froanny ukazují její vnitřní život.

## 1940
Lewis strávil druhou světovou válku ve Spojených státech a Kanadě. Umělecké období je důležité především pro sérii akvarelů na téma stvoření, ukřižování a koupání, které maloval v Torontu v letech 1941–1942. Anglosaxony: A League that Works (1941), Lewis komentuje svou starší podporu fašismu:
Fašismus – jakmile jsem to pochopil – mě nechal chladnější než komunismus. Ten alespoň předstíral, že má na počátku něco společného s pomocí bezmocným a činí svět slušnějším a rozumnějším místem. Začíná to od člověka a jeho utrpení. Zatímco fašismus oslavuje krveprolití a hlásí, že by se člověk měl podobat vlku.
Poznání že Amerika a Kanada postrádají britskou třídní strukturu, změnilo jeho názor na liberální demokracii a ve stejném díle Lewis hájí respektování osobní svobody, což adresoval svým kritikům na levici i pravici. V America and Cosmic Man (1949) Lewis argumentuje, že Franklin Delano Roosevelt úspěšně sladil individuální práva jednotlivce s požadavky státu. Podobně si uvědomoval kosmopolitní (rootless) povahu amerického tavicího hrnce a prohlásil, že největší výhodou toho, že je Američan, je: obrátit se zády k rase, kastě a všemu, co se týká zakořeněného stavu. Chválil přispění Afroameričanů k americké kultuře, a považoval umělce jako je Diego Rivera, David Alfaro Siqueiros, a José Clemente Orozco za nejlepší severoamerické umělce. Předpovídal, že jestliže se indiánská kultura Mexika splyne s velkou americkou masou na severu, bude to především díky umění Indiánů. Do Anglie se vrátil v roce 1945.

## 1950
Do roku 1951 byl zcela slepý. V roce 1950 vydal autobiografické Rude Assignment, v roce 1951 sbírku alegorických krátkých příběhů o svém životě (a životě svých přátel) v hlavním městě smrtící říše, nazvaný Rotting Hill a v roce 1952 knihu esejů o spisovatelích včetně George Orwella, Jean-Paul Sartra a André Malraux s názvem The Writer and the Absolute (Spisovatel a absolutno). V roce 1954 následoval semi-autobiografický román Self Condemned (Sám odsouzený), významné pozdní prohlášení. Přestože nádor hypofýzy, který ho od roku 1951 učinil slepým, (jeho růst přináší tlak na optický nerv) ukončil jeho uměleckou kariéru, pokračoval v psaní až do své smrti v roce 1957. Lewis napsal celkem 40 knih, včetně Mrs. Duke's Million (napsané kolem roku 1908–1909, ale nezveřejněné až do roku 1977); Snooty Baronet (satira o behaviorismu, 1932); Doom of Youth (sociologický popis mládežnické kultury, 1932); The Red Priest (jeho poslední román, 1956); a he Demon of Progress in the Arts (na téma extremismu ve výtvarném umění, 1954).

### Lidský věk a retrospektivní výstava
Studio BBC ho pověřilo dokončením The Childermass z roku 1928. Román byl vysílán v roce 1955, v dramatizaci D. G. Bridsona na Třetím programu a vydán pod názvem The Human Age. Děj byl situován do budoucího světa, mimo nebe a fantasticky dramatizoval kulturní kritiku, kterou Lewis rozvinul ve svých polemických dílech tohoto období. Pokračování vede protagonistu, James Pullman (spisovatele), do moderního očistce a pak do pekla, kde jsou hříšníci trestáni pomocí moderních průmyslových technik. Pullman se stává hlavním poradcem Satana (zde známého jako Sammael) ve svém plánu podkopat institut Boha a lidského věku. Práce byla čtena jako pokračování sebehodnocení, které začalo v Lewisově Self Condemned. Ale Pullman není jen autobiografický; charakterem je kompozitní intelektuál, který má mít širší reprezentativní význam. V roce 1956 v Tate Gallery uspořádal rozsáhlou výstavu Wyndham Lewis a Vorticism. V katalogu vydaném k výstavě prohlásil, že Vorticismus ve skutečnosti byl to, co jsem osobně udělal a řekl v určitém období, což vyústilo v řadu Vortexových pamfletů od jeho kolegy z BLASTu, signatáře Williama Robertse. Vždy se bude zajímat o římský katolicismus, nikdy nekonvertuje. V posledních letech došlo k obnovení kritického a biografického zájmu o Lewise a jeho dílo a nyní je považován za významného britského umělce a spisovatele 20. století. Výstava jeho knih, časopisů, obrazů a kreseb se konala v Rugby School v listopadu roku 2007, aby připomněla 50. výročí jeho smrti. Národní portrétní galerie v Londýně uspořádala v roce 2008 významnou retrospektivu jeho portrétů. V roce 2010 zveřejnila Oxford World Classics kritické vydání textu Tarr z roku 1928, který vydal Scott W. Klein z univerzity Wake Forest University. Muzeum umění Nasher na univerzitě v Duke uspořádalo od 30. září 2010 do 2. ledna 2011 výstavu nazvanou Vorticisté: Rebelští umělci v Londýně a v New Yorku, 1914–1918. Výstava předána do sbírky Peggy Guggenheim v Benátkách (29. ledna – 15. května 2011: I Vorticisti: Artisti ribellia a Londra e New York, 1914–1918 a poté poslána do Tate Britain pod názvem The Vorticists: Manifesto for a Modern World, od 14. června do 4. září 2011. Několik Lewisových audioknih je shromážděno na The Enemy Speaks, audio CD, které vyšlo v roce 2007 a obsahuje výňatky z One Way Song a The Apes of God, stejně jako rozhlasové rozhovory s názvem When John Bull Laughs (1938), A Crisis of Thought (Krize myšlení) (1947) a The Essential Purposes of Art (Základní cíle umění)(1951).

## Knihy
- The Caliph's Design : Architects! Where is Your Vortex? (1919) (esej)
- The Art of Being Ruled (1926) (eseje)
- The Wild Body: A Soldier Of Humour And Other Stories (1927) (krátké příběhy)
- The Lion and the Fox: The Role of the Hero in the hras of Shakespeare (1927) (eseje)
- Time and Western Man (1927) (eseje)
- The Childermass (1928) (román)
- Paleface: The Philosophy of the Melting Pot (1929) (eseje)
- Satire and Fiction (1930) (kritika)
- The Apes of God (1930) (román)
- Hitler (1931) (esej)
- The Diabolical Principle and the Dithyrambic Spectator (1931) (eseje)
- Doom of Youth (1932) (eseje)
- Filibusters in Barbary (1932) (cestopis; později publikováno jako Journey into Barbary)
- Enemy of the Stars (1932) (hra)
- Snooty Baronet (1932) (román)
- One-Way Song (1933) (básně)
- Men Without Art (1934) (kritika)
- Left Wings over Europe; or, How to Make a War about Nothing (1936) (eseje)
- Blasting and Bombardiering (1937) (autobiografie)
- The Revenge for Love (1937) (román)
- Count Your Dead: They are Alive!: Or, A New War in the Making (1937) (eseje)
- The Mysterious Mr. Bull (1938)
- The Jews, Are They Human? (1939) (esej)
- The Hitler Cult and How it Will End (1939) (esej)
- America, I Presume (1940) (cestopis)
- The Vulgar Streak (1941) (román)
- Anglosaxony: A League that Works (1941) (esej)
- America and Cosmic Man (1949) (esej)
- Rude Assignment (1950) (autobiografie)
- Rotting Hill (1951) (krátké příběhy)
- The Writer and the Absolute (1952) (esej)
- Self Condemned (1954) (román)
- The Demon of Progress in the Arts (1955) (esej)
- Monstre Gai (1955) (román)
- Malign Fiesta (1955) (román)
- The Red Priest (1956) (román)
- The dopisy of Wyndham Lewis (1963) (dopisy)
- The Roaring Queen (1973; napsáno r. 1936, ale nepublikováno) (román)
- Unlucky for Pringle (1973) (krátké příběhy)
- Mrs Duke's Million (1977; napsáno r. 1908–1910, ale nepublikováno) (román)
- Creatures of Habit and Creatures of Change (1989) (eseje)